# Pro Tools (album de GZA)
Albums de GZA
Grandmasters: Instrumentals
(2006)
Pro Tools est le cinquième album studio de GZA (sous le nom GZA/Genius), sorti le 19 août 2008.
L'album s'est classé 2e au Top Independent Albums, 13e au Top R&B/Hip-Hop Albums et 52e au Billboard 200.

## Liste des titres
| No  | Titre                                                | Contient un (des) sample(s) de                                                                                       | Durée |
| --- | ---------------------------------------------------- | --- | ----- |
| 1.  | Intromental                                          | Can't Stop Loving You de Soul Dog                                                                                    | 0:54  |
| 2.  | Pencil (featuring Masta Killa et RZA)                | I'll Always Love You de Velma Perkins Raw de Big Daddy Kane Dirty Dancin' d'Ol' Dirty Bastard featuring Method Man   | 3:58  |
| 3.  | Alphabets                                            | Ask Me 'Bout Nothing (But the Blues) de Bobby Bland                                                                  | 2:46  |
| 4.  | Groundbreaking (featuring Justice Kareem)            | It's Not Fair de Dee Dee Warwick Wu-Gambinos de Raekwon et Ghostface Killah featuring Method Man, Masta Killa et RZA | 2:32  |
| 5.  | 7 Pounds                                             | | 2:46  |
| 6.  | 0% Finance                                           | | 4:27  |
| 7.  | Short Race (featuring Rock Marcy)                    | | 4:05  |
| 8.  | Interlude                                            | | 0:26  |
| 9.  | Paper Plate                                          | Your Arms Too Short to Box With God de Delores Hall                                                                  | 2:39  |
| 10. | Columbian Ties (featuring True Master)               | | 2:47  |
| 11. | Firehouse (featuring Ka)                             | Let's Prove Them Wrong de Debbie Taylor                                                                              | 3:44  |
| 12. | Path of Destruction                                  | | 2:40  |
| 13. | Cinema (featuring Justice Kareem)                    | | 2:59  |
| 14. | Intermission (Drive In Movie)                        | Pictures at an Exhibition de Modeste Moussorgski                                                                     | 0:26  |
| 15. | Life Is a Movie (featuring RZA et Irfane Khan-Acito) | Films de Gary Numan                                                                                                  | 3:10  |
| 16. | Elastic Audio (Live)                                 | | 4:00  |